# Větřkovice
Větřkovice település Csehországban, a Opavai járásban. Větřkovice Radkov, Odry, Fulnek, Březová és Vítkov településekkel határos. Lakosainak száma 755 fő (2024. január 1.).

## Népesség
A település lakosságának változását az alábbi diagram mutatja:
| Lakosok száma | 811  | 859  | 869  | 584  | 728  | 780  | 748  | 746  | 755  | 755  |
|               | 1869 | 1890 | 1921 | 1950 | 1980 | 2001 | 2017 | 2019 | 2022 | 2024 |